# 美雪·巴賓
美雪·巴賓（英語：Michelle Babin，1988年6月28日—）美國模特兒，來自加利福尼亞州，是《全美超級模特兒新秀大賽》第七季的第五名。她最崇拜的模特兒是嘉柏莉兒·里斯（Gabrielle Reece）。

## 比賽之前
美雪於美國加利福尼亞州安那翰出生。父親唐納·巴賓（Dana Babin）及母親辛蒂·巴賓（Cindy Babin）。巴賓家有五名子女，包括白蘭迪（Brandy）、艾瑞克（Erik）、寇帝（Kody），美雪及其雙胞胎姊姊雅雯（Amanda）。
美雪曾於沙瓦納高中（Savanna High School）及柏樹學院（Cypress College）就讀。她擁有嚴重扁平足，但無損她對籃球的熱愛。高中時期，她曾成為兩年的校內代表隊隊員，協助球隊奪得錦標，更在第二年奪得最有價值球員(MVP)的獎項。於柏樹學院就讀時，她同樣加入了籃球代表隊，負責防守及進攻。
除籃球外，她的興趣包括繪畫及與朋友相聚。
參加《全美超級模特兒新秀大賽》前，她和雅雯曾與L.A Models公司簽約。

## 超級模特兒新秀大賽
美雪和攣生姊姊雅雯參加《全美超級模特兒新秀大賽》第七季的預賽並一同進入最後十三強，成為比賽史上第一對雙胞胎參賽者。美雪於預賽時自稱為姊妹中較男孩子氣的一位。
她在比賽中拍攝過不同主題的照片, 如扮演患有暴食症的模特兒、太空人、鬥牛士, 甚至是名嘴艾倫·狄珍妮及演員波蒂亚·德·罗西等。
小挑戰方面, 她於第八週動作照挑戰中勝出。她也被於第四週勝出挑戰的梅露絲選中一起分享獎品—為Seventeen雜誌拍攝相片。
美雪於比賽表現良好，屢被評判稱讚擁有天生成為模特兒的才能，主持人泰雅·賓絲更說美雪是最後五強中擁有最多優質相片的參賽者。但評判質疑她對爭標的決心。於第十週，她指自己是最沒有潛質的參賽者，令自己與當週表現不佳的姊姊雅雯一同成為包尾二人，最後泰拉指出美雪沒有自信而送她出局。
此外，她於比賽時向室友披露不清楚自己性取向，引起觀眾廣泛討論。

## 賽後生活
美雪的性向引起外界關注，賽後她接受同志雜誌Curve和同志網站AfterEllen.com訪問。美雪在訪問中坦言自己是同性戀或雙性戀。
於《全美超級模特兒新秀大賽》第八季第七週，美雪和雅雯到場與參賽者碧妮·哈契拍攝一組模仿三胞胎的照片。
美雪現在仍在柏樹學院就讀及打籃球，同時於書店Book Baron工作。她透露當完成最後一季球賽後，便會開始自己的模特兒生涯。
最近，美雪與雅雯連同第二季的梅絲黛、第四季的貝黛妮及第六季的鍾妮出席17雜誌舉辦的音樂會及時裝秀（Seventeen's Rock-N-Style Concert and Fashion Show）
。

## 外部連結
- America's Next Top Model Official site